# Calyptothecium wightii
Calyptothecium wightii là một loài Rêu trong họ Pterobryaceae. Loài này được (Mitt.) M. Fleisch. miêu tả khoa học đầu tiên năm 1905.